# Muzeum Wsi w Odrzykoniu
Muzeum Wsi w Odrzykoniu – muzeum położone we wsi Odrzykoń (powiat krośnieński). Placówka jest prowadzona przez tutejsze Stowarzyszenie Odrzykoniaków, a jej siedzibą są pomieszczenia Domu Strażaka, usytuowanego w sąsiedztwie kościoła św. Katarzyny w Odrzykoniu.
Idea powstania muzeum sięga 1984 roku, kiedy to przy siedzibie Stowarzyszenia otwarto Izbę Tradycji i Pamiątek. W związku ze zbliżającymi się obchodami 650-lecia Odrzykonia, przy wsparciu władz samorządowych oraz miejscowej ludności, przystąpiono do organizacji samodzielnego muzeum. Placówka została otwarta w sierpniu 1998 roku, a jej poświęcenia dokonał bp Stefan Moskwa. Muzealna ekspozycja została wykonana przez pracowników Muzeum Okręgowego w Krośnie. 
Aktualnie zbiory prezentowane są w ramach dwóch wystaw:
- etnograficzno-historycznej, w ramach której prezentowane są m.in. narzędzia i sprzęty rolnicze oraz gospodarstwa domowego, stroje ludowe, wykopaliska archeologiczne z zamku Kamieniec, pamiątki historyczne związane m.in. z mieszkańcami wsi, działającymi w Odrzykoniu organizacjami oraz okresem II wojny światowej,
- strażackiej, prezentującej dawny sprzęt pożarniczy, sztandar i odznaczenia oraz pamiątki po odrzykońskich strażakach.

Zwiedzanie muzeum jest możliwe po uzgodnieniu z członkami Stowarzyszenia.